# IC 1249
IC 1249 ist eine Spiralgalaxie vom Hubble-Typ S im Sternbild Herkules am Nordsternhimmel. Sie ist schätzungsweise 508 Millionen Lichtjahre von der Milchstraße entfernt.
Das Objekt wurde am 15. Mai 1889 von Lewis Swift entdeckt.